# Black Gate (tijdschrift)
Black Gate (subtitel: Adventures in Fantasy Literature) is een Amerikaans tijdschrift voor korte fantasyverhalen en -novellen. Uitgever en redacteur is John O'Neill; de uitgeverij is New Epoch Press. Al vanaf het verschijnen van het eerste nummer in november 2000 heeft het tijdschrift enthousiaste reacties gekregen van bekende genre-critici, zoals Gardner Dozois en David G. Hartwell. Ondertussen (in 2005) is het achtste nummer verschenen en wordt het hoge niveau nog steeds volgehouden.
Het blad publiceert avontuurlijke 'high fantasy' verhalen, onder andere van gevestigde schrijvers als Cory Doctorow, Michael Moorcock en Mike Resnick, maar meestal van onbekendere talenten. Daarnaast biedt het tijdschrift recensies van fantasy-romans, -stripverhalen en -rollenspellen.